# Kiesimäjärvi
Kiesimäjärvi är en sjö i kommunen Leppävirta i landskapet Norra Savolax i Finland. Sjön ligger 84,1 meter över havet. Den är 15 meter djup. Arean är 2,26 kvadratkilometer och strandlinjen är 18,86 kilometer lång. Sjön  ingår i Vuoksens huvudavrinningsområde.   Den ligger omkring 53 kilometer söder om Kuopio och omkring 300 kilometer nordöst om Helsingfors. 
I sjön finns öarna Vattusaari, Patrakkasaari, Peksosaaret och Muninsaari. Kiesimäjärvi ligger väster om Paljakka. 